# Gosport (Indiana)
Gosport és una població dels Estats Units a l'estat d'Indiana. Segons el cens del 2000 tenia 715 habitants.

## Demografia
Segons el cens del 2000, Gosport tenia 715 habitants, 273 habitatges, i 190 famílies. La densitat de població era de 726,5 habitants/km².
Dels 273 habitatges en un 34,8% hi vivien nens de menys de 18 anys, en un 52,7% hi vivien parelles casades, en un 12,1% dones solteres, i en un 30,4% no eren unitats familiars. En el 27,1% dels habitatges hi vivien persones soles el 16,1% de les quals corresponia a persones de 65 anys o més que vivien soles. El nombre mitjà de persones vivint en cada habitatge era de 2,44 i el nombre mitjà de persones que vivien en cada família era de 2,94.
Per edats la població es repartia de la següent manera: un 26,9% tenia menys de 18 anys, un 5,2% entre 18 i 24, un 27,3% entre 25 i 44, un 20,8% de 45 a 60 i un 19,9% 65 anys o més.
L'edat mediana era de 38 anys. Per cada 100 dones de 18 o més anys hi havia 80,3 homes.
La renda mediana per habitatge era de 31.833$ i la renda mediana per família de 34.545$. Els homes tenien una renda mediana de 32.396$ mentre que les dones 18.667$. La renda per capita de la població era de 14.101$. Entorn del 14,4% de les famílies i el 17,2% de la població estaven per davall del llindar de pobresa.

## Poblacions més properes
El següent diagrama mostra les poblacions més properes.